# Rhamdia parryi
Rhamdia parryi és una espècie de peix de la família dels heptaptèrids i de l'ordre dels siluriformes.

## Distribució geogràfica
Es troba a Centreamèrica: vessant atlàntic des del riu Tapanatepec (Mèxic) fins al sud de Guatemala.